# Вирине
Вирине је насеље у Србији у општини Ћуприја у Поморавском округу. Према попису из 2022. било је 568 становника. Вирине има и нову православну цркву.
Овде се налази Запис храст код цркве (Вирине).

## Порекло становништва
Према подацима из 1930. године село је старо у њему има четири староседелачких родова. Дели се на мале: Прњавор, Лазићку, Ђуриђицку, Андрејицку и Поповићску Малу.
Староседелачке породице су:
- Андрејићи (25 к., славе Св. Николу).
- Ракићи (5 к., славе Св. Мрату).
- Ђурђићи (15 к., славе Св. Стевана).
- Поповићи (25 к., славе Св. Стевана). Они су дали највише свештеника.

Досељеничке породице су:
- Миленковићи (12 к., Св. Ђорђе и Ђурђевдан), дошли са Косова.
- Рашићи - Вељковићи (15 к., Св. Ђорђе и Ђурђевдан), дошли са Косова, од старине су род са Миленковићима.
- Лазићи (12 к., Св. Никола), доселили се око 1770. године из Ражња.
- Рајићи (15 к., Св. Арханђел), дошли из околине Врања.

## Демографија
У насељу Вирине живи 721 пунолетни становник, а просечна старост становништва износи 45,5 година (43,8 код мушкараца и 47,1 код жена). У насељу има 244 домаћинства, а просечан број чланова по домаћинству је 3,62.
Ово насеље је углавном насељено Србима (према попису из 2002. године).
|  |

| Демографија | Демографија | Демографија |
| Година      | Становника  | Становника  |
| ----------- | ----------- | ----------- |
| 1948.       | 1.513       |             |
| 1953.       | 1.613       |             |
| 1961.       | 1.572       |             |
| 1971.       | 1.462       |             |
| 1981.       | 1.441       |             |
| 1991.       | 1.358       | 1.094       |
| 2002.       | 884         | 1.284       |

| Етнички састав према попису из 2002.‍ | Етнички састав према попису из 2002.‍ | Етнички састав према попису из 2002.‍ | Етнички састав према попису из 2002.‍ | Етнички састав према попису из 2002.‍ |
| ------------------------------------ | ------------------------------------ | ------------------------------------ | ------------------------------------ | ------------------------------------ |
|                                      |                                      |                                      |                                      |                                      |
| Срби                                 | Срби                                 |                                      | 779                                  | 88,12%                               |
| непознато                            | непознато                            |                                      | 84                                   | 9,50%                                |

| Година пописа     | 1948. | 1953. | 1961. | 1971. | 1981. | 1991. | 2002. |
| ----------------- | ----- | ----- | ----- | ----- | ----- | ----- | ----- |
| Број домаћинстава | 274   | 295   | 323   | 336   | 313   | 292   | 244   |

| Број чланова      | 1  | 2  | 3  | 4  | 5  | 6  | 7  | 8  | 9 | 10 и више | Просек |
| ----------------- | -- | -- | -- | -- | -- | -- | -- | -- | - | --------- | ------ |
| Број домаћинстава | 44 | 62 | 28 | 25 | 32 | 22 | 13 | 13 | 5 | 0         | 3,62   |

| Пол    | Укупно | Неожењен/Неудата | Ожењен/Удата | Удовац/Удовица | Разведен/Разведена | Непознато |
| ------ | ------ | ---------------- | ------------ | -------------- | ------------------ | --------- |
| Мушки  | 381    | 78               | 262          | 34             | 7                  | 0         |
| Женски | 373    | 26               | 263          | 79             | 5                  | 0         |
| УКУПНО | 754    | 104              | 525          | 113            | 12                 | 0         |

| Пол    | Укупно                    | Пољопривреда, лов и шумарство | Рибарство                            | Вађење руде и камена | Прерађивачка индустрија       |
| ------ | ------------------------- | ----------------------------- | ------------------------------------ | -------------------- | ----------------------------- |
| Мушки  | 188                       | 137                           | 0                                    | 0                    | 11                            |
| Женски | 90                        | 79                            | 0                                    | 1                    | 1                             |
| УКУПНО | 278                       | 216                           | 0                                    | 1                    | 12                            |
| Пол    | Производња и снабдевање   | Грађевинарство                | Трговина                             | Хотели и ресторани   | Саобраћај, складиштење и везе |
| Мушки  | 3                         | 9                             | 6                                    | 3                    | 11                            |
| Женски | 0                         | 0                             | 5                                    | 0                    | 0                             |
| УКУПНО | 3                         | 9                             | 11                                   | 3                    | 11                            |
| Пол    | Финансијско посредовање   | Некретнине                    | Државна управа и одбрана             | Образовање           | Здравствени и социјални рад   |
| Мушки  | 0                         | 0                             | 2                                    | 0                    | 1                             |
| Женски | 0                         | 1                             | 1                                    | 1                    | 1                             |
| УКУПНО | 0                         | 1                             | 3                                    | 1                    | 2                             |
| Пол    | Остале услужне активности | Приватна домаћинства          | Екстериторијалне организације и тела | Непознато            | Непознато                     |
| Мушки  | 1                         | 0                             | 0                                    | 4                    | 4                             |
| Женски | 0                         | 0                             | 0                                    | 0                    | 0                             |
| УКУПНО | 1                         | 0                             | 0                                    | 4                    | 4                             |